# 西鄧巴頓郡 (英國國會選區)
西鄧巴頓郡（英語：West Dunbartonshire），英國國會蘇格蘭一郡選區，包括西鄧巴頓郡全部。選區始創於1950年，1983年被撤，重設於2005年。
本區當區議員一直屬為工黨人士。2010年大選中具工黨和合作黨黨籍的蓋瑪·杜爾以61.3%選票當選。2015年大選，蘇格蘭民族黨的馬丁·多赫蒂-休斯（Martin Docherty-Hughes）當選。2017年和2019年大選，馬丁·多赫蒂-休斯連任。